# Albatros L 100
Die Albatros L 100 war ein einmotoriger Tiefdecker der Albatros Flugzeugwerke, welcher speziell für den Europarundflug 1930 gebaut wurde.

## Geschichte und Konstruktion
Die Albatros L 100 wurde von den Albatros Flugzeugwerken für den Europarundflug 1930 entwickelt und gebaut. Daran nahmen 60 Flugzeuge teil. Die Albatros L 100 konnte das Rennen nicht beenden. Das Flugzeug war ein einmotoriger Tiefdecker mit nach hinten anklappbaren Tragflächen, die gegen den stoffbespannten Stahlrohrrumpf mit je einer V-Strebe abgestrebt waren. Es wurde von einem Argus-As-8-Flugmotor angetrieben. Die Flächenholme und -rippen bestanden aus Duraluminium mit Stoffbespannung. Die beiden vorderen, nebeneinander angeordneten Sitze waren mit einem Doppelsteuer ausgestattet, so dass die L 100 auch zur Schulung genutzt werden konnte. Dahinter waren ein dritter Sitz und ein Gepäckraum angeordnet. Das nicht einziehbare Spornfahrwerk mit Druckgummifederung und Albatros-Öldämpfung war verkleidet. Es wurde nur ein Exemplar mit der Werknummer 10179 gebaut, das im August 1930 als D–1906 zugelassen wurde. Im Februar 1932 ging es an den Deutschen Aero Club und wurde noch im selben Jahr zerstört.

## Technische Daten
| Kenngröße             | Daten                                                                 |
| --------------------- | --------------------------------------------------------------------- |
| Besatzung             | 1 + 2 Passagiere                                                      |
| Länge                 | 8,45 m                                                                |
| Spannweite            | 12,15 m                                                               |
| Flügelfläche          | 20,00 m²                                                              |
| Flügelstreckung       | 7,4                                                                   |
| Leermasse             | 455 kg                                                                |
| max. Startmasse       | 805 kg                                                                |
| Triebwerk             | ein Argus As 8, 110 PS (ca. 80 kW) (ein Argus As 8, 95 PS (ca. 70 kW) |
| Höchstgeschwindigkeit | 147 km/h                                                              |
| Dienstgipfelhöhe      | 3200 m                                                                |
| max. Reichweite       | 800 km                                                                |